# Lodovico Calini
Lodovico Calini, italijanski rimskokatoliški duhovnik, škof in kardinal, * 18. januar 1696, Calino, † 9. december 1782.

## Življenjepis
17. decembra 1718 je prejel duhovniško posvečenje.
11. septembra 1730 je bil imenovan za škofa Creme in 21. septembra istega leta je prejel škofovsko posvečenje. S tega položaja je odstopil 27. januarja 1751.
1. februarja 1751 je bil imenovan za naslovnega patriarha.
26. septembra 1766 je bil povzdignjen v kardinala in imenovan za kardinal-duhovnika S. Anastasia; 4. marca 1771 je bil imenovan še za S. Stefano al Monte Celio.